# Operação Southern Watch
Operação Southern Watch (Vigília do Sul, em livre tradução) é o nome militar da operação levada a termo pela Força-Tarefa Conjunta do Sudoeste Asiático (Joint Task Force Southwest Asia, com sigla JTF-SWA), que teve a missão de monitorar e controlar o espaço aéreo ao sul do Paralelo 32 N (estendido até o Paralelo 33 N em 1996) no Iraque, levada a efeito a partir da Guerra do Golfo, de 1991 até a Invasão do Iraque em 2003 pelos Estados Unidos da América.

## Descrição
A Operação começou em 27 de agosto de 1992 com o propósito declarado de garantir o cumprimento da Resolução 688 do Conselho de Segurança das Nações Unidas, de 5 de abril de 1991, que exigiu do Iraque o "fim imediato da sua repressão e expressar a esperança de que no mesmo contexto seja aberto o diálogo para que se possa assegurar que sejam respeitados os direitos humanos e políticos de todos os cidadãos iraquianos". Nada na Resolução dizia para fosse efetuada uma zona de exclusão aérea do Iraque ou que justificasse a Operação Southern Watch diretamente.
Bombardeios e ataques militares iraquianos contra os xiitas do sul do país no final de 1991 e durante o ano de 1992 foram motivos indicados de que Saddam Hussein teria optado por não cumprir a Resolução da ONU. Forças aéreas da Arábia Saudita, Estados Unidos, Reino Unido e França se uniram para levar a termo a Operação Southern Watch (JTF-SWA), cujo comandante reportava-se diretamente ao Comando Central dos Estados Unidos.
Embates militares durante a Southern Watch ocorreram com regularidade, apesar de apenas esporadicamente serem noticiados pela imprensa. Sua intensificação foi observada antes da invasão do Iraque em 2003, embora na ocasião tenha sido divulgado oficialmente que se tratava apenas de uma resposta ao aumento das atividades das forças anti-aéreas iraquianas. Mais tarde soube-se que esta ampliação já fazia parte de uma nova operação, que foi chamada de Southern Focus.